# Бурхард III фон Кверфурт
Бурхард III фон Кверфурт (нем. Burkhard III von Querfurt; ок. 1120/1125 — 1177/1178) — граф Кверфурта и бургграф Магдебурга в 1162—1178 годах. Сын графа Бурхарда II Кверфуртского, братом которого был  Конрад, архиепископ Магдебургский с 1134 года. 
Бурхард III был сторонником Штауфенов (Германский король Конрад III, являлся их Сюзереном) , часто противостоял архиепископу Вихману и, участвуя во многих усобицах, усилил влияние Кверфуртского дома.

## Семья
Жена: Матильда фон Глейхен (ок. 1130 — после 1200), дочь графа Ламберта I фон Глейхен и Матильды де Аре. Дети:
- Бурхард IV фон Кверфурт (ум. 1190, убит в Палестине), бургграф Магдебурга (1177/1178 — 1190)
- Гебхард IV фон Кверфурт (ум. ок. 1213), бургграф Магдебурга (1190—1209)
- Конрад I фон Кверфурт (ум. 2 декабря 1202), епископ Хильдесхайма (1194—1202) и Вюрцбурга (1201—1202), канцлер двух германских королей (1194—1201)
- Вильгельм (1160 — 24 апреля 1213/1215), пробст монастыря Святой Марии в Аахене (1197—1213) и монастыря Апостолов Симона и Фаддея в Госларе (1198—1199)
- Герхард (ум. после 31 января 1199)
- Адельгейда (ум. 6/7 апреля 1210), муж (ранее мая 1189): граф Адольф III фон Шауэнбург-Гольштейн (ум. 1225)
- дочь, муж: граф Альбрехт III фон Вернигероде (ум. после 1214)
- Ода (ок. 1170 — после 8 июля 1234), муж: граф Элгер II фон Гонштейн (ок. 1160 — 16 сентября 1219)